# Tiroteo de Búfalo de 2022
El tiroteo de Búfalo fue una masacre ocurrida el 14 de mayo de 2022, en un supermercado Tops en la ciudad de Búfalo, Nueva York, Estados Unidos. El ataque dejó como saldo 10 muertos y 3 heridos. Once de las víctimas eran personas negras.
El tirador transmitió en vivo el ataque desde Twitch y publicó un manifiesto en que se describía a sí mismo como un supremacista blanco. El autor ha sido condenado a cadena perpetua sin libertad condicional por los cargos de asesinato y terrorismo doméstico motivado por el odio, dado el probado carácter racista de los hechos.

## Eventos
Aproximadamente a las 2:30 p. m. (hora local) un hombre armado condujo desde Conklin hasta el Supermercado Tops ubicado en Búfalo, ambas ciudades del estado de Nueva York. Cuando se acercó a la escena, fue grabado en su transmisión en vivo diciendo: «Solo tengo que hacerlo». Le disparó a cuatro personas en el estacionamiento, tres de las cuales murieron. Luego entró en la tienda, donde un guardia de seguridad (un ex oficial del Departamento de Policía de Búfalo) lo enfrentó. Debido a la pesada armadura corporal del sospechoso, las balas del guardia no lo detuvieron y el guardia recibió un disparo y murió en el lugar. El tirador continuó su camino a través de la tienda. Regresó al frente de la tienda, donde los oficiales de patrulla pudieron convencerlo de que dejara caer su arma después de que se puso la pistola en el cuello.
El saldo total fue de 10 muertos y 3 heridos. La policía arrestó al sospechoso y lo transportó a la Jefatura de Policía de Búfalo.

## Víctimas
Trece personas, once de ellas negras y dos blancas, fueron baleadas, diez fatalmente. Cuatro víctimas eran empleados de la tienda, incluido Salter, que murió; los otros tres sobrevivieron. Los diez que murieron eran negros. Hasta el 15 de mayo, dos de los heridos permanecían hospitalizados en el Centro Médico del Condado de Erie en condición estable. Las víctimas mortales son:
- Roberta A. Drury (32), de Buffalo
- Margus D. Morrison (52), de Buffalo
- Andre Mackniel (53), de Auburn
- Aaron Salter (55), de Lockport
- Geraldine Talley (62), de Buffalo
- Celestine Chaney (65), de Buffalo
- Heyward Patterson (67), de Buffalo
- Katherine Massey (72), de Buffalo
- Pearl Young (77), de Buffalo
- Ruth Whitfield (86), de Buffalo

## Sospechoso
El sospechoso identificado como Payton Gendron ha sido descrito como un hombre blanco de 18 años con cabello rubio. Llevaba chaleco antibalas y un casco de grado militar y llevaba una cámara montada en la cabeza a través de la cual transmitió en vivo el ataque en Twitch. La policía dijo que no es de Búfalo y viajó horas desde Conklin hasta el supermercado.
El sospechoso se ha descrito a sí mismo como un supremacista blanco. También afirmó en su manifiesto escrito que creía en la teoría de la conspiración del Gran Reemplazo y dijo que la tasa de natalidad de los blancos «debe cambiar». Supuestamente elogió en redes sociales a otros tiradores masivos supremacistas blancos como Dylann Roof y Brenton Tarrant.
Gendron fue acusado formalmente de terrorismo doméstico, múltiples delitos de asesinato e intento de asesinato, así como de posesión ilegal de armas. La Fiscalía considera que actuó «debido a la percepción de raza y/o color» de sus víctimas.

## Reacciones
La gobernadora Kathy Hochul, el representante Brian Higgins, la fiscal general de Nueva York, Letitia James, y muchos otros condenaron el tiroteo. Una portavoz de Twitch confirmó que la plataforma se usó para transmitir en vivo el tiroteo y dijo que el canal se eliminó indefinidamente. La gobernadora Hochul dijo a los habitantes de Búfalo que estaba monitoreando la situación de cerca y desaconsejó viajar cerca de la escena del crimen.
La National Football League y la propia franquicia de los Buffalo Bills, llenaron las redes sociales con mensajes de apoyo y hacia los personas que sufrieron por este tiroteo. Tras los hechos en el supermercado de Búfalo, diversos jugadores de los Bills mandaron mensajes de apoyo a las víctimas. Otros simplemente se expresaron con algunos emóticos o palabras cortas para solidarizarse con las víctimas.
Durante un evento en el Capitolio de los Estados Unidos, el Presidente de los Estados Unidos Joe Biden llamo a a «trabajar juntos» para enfrentar el «odio», tras el tiroteo en un supermercado de Búfalo mientras su Vicepresidenta Kamala Harris lamentó a través de un comunicado que el país «está sufriendo una epidemia de odio», que se traduce en «actos de violencia e intolerancia».
El Primer ministro de Canadá, Justin Trudeau, condenó el ataque. Búfalo está en la frontera con Canadá y se encuentra junto a Fort Erie, Ontario. El alcalde de Niagara Falls, Ontario, Jim Diodati, llamó al alcalde de Búfalo, Byron Brown, para expresar su solidaridad con Búfalo. Las banderas en las Cataratas del Niágara se bajaron a media asta en honor a las víctimas.
La creencia del tirador en la teoría de la conspiración del Gran Reemplazo atrajo un mayor escrutinio de las figuras políticas y de los medios republicanos que han hecho declaraciones abrazando o haciéndose eco de la conspiración, principalmente el comentarista de Fox News Tucker Carlson y la presidenta de la Conferencia Republicana de la Cámara de Representantes, Elise Stefanik, la tercera republicana de más alta jerarquía en la Cámara de los Estados Unidos. En respuesta, Carlson dijo que el manifiesto del sospechoso «no era reconociblemente de izquierda o de derecha; en realidad no es político en absoluto. El documento es una locura».

### En la comunidad
Decenas de residentes locales realizaron una vigilia en el supermercado, el día después del tiroteo. La Iglesia Bautista True Bethel celebró un servicio de duelo en las cercanías, al que asistieron las familias de las víctimas y algunos de los que sobrevivieron al ataque. Se guardó un momento de silencio en el juego uno de las semifinales del este de los playoffs de la Liga Nacional de Lacrosse de 2022 que se llevó a cabo en Búfalo, entre Toronto Rock y Buffalo Bandits, y las ganancias de la rifa 50/50 se donaron a las familias de las víctimas. Un juego de sóftbol benéfico en Sahlen Field con miembros de los Buffalo Bills guardó un momento de silencio antes del evento y donó una parte de las ganancias a las familias de las víctimas.
La comunidad Afroamericana de Búfalo criticó y expresó su preocupación por la entrega pacífica y el arresto policial de Gendron; algunos lo compararon con tiroteos fatales de hombres negros desarmados en los EE. UU., incluidos casos relacionados con el departamento de policía de Búfalo.
El abogado de una de las familias de las víctimas, Benjamin Crump, ha argumentado que se deben realizar cambios en las políticas públicas para combatir el activismo político extremista como resultado del tiroteo. Comentó: «Tenemos que dirigir nuestra atención a estos sitios de Internet que inspiran a estos jóvenes que los están radicalizando a ser traficantes de odio, a ser personas que odian a las personas por el color de su piel». El gobernador Hochul declaró que «Seremos agresivos en nuestra búsqueda de cualquiera que se suscriba a los ideales profesados por otros supremacistas blancos y cómo hay un frenesí de alimentación en las plataformas de redes sociales donde el odio encona más odio».
El cierre de The Tops después del tiroteo retrasó el acceso a los alimentos en el East Side, donde era el único supermercado desde que abrió en 2003. Organizaciones dentro y fuera de la comunidad iniciaron programas para suplir su ausencia, distribuyendo y entregando alimentos y ropa a los residentes. Tops ofrece un servicio de transporte gratuito a otro lugar y se comprometió a enviar camiones de comida refrigerada todos los días.
El Departamento de Educación del Estado de Nueva York anunció que cancelaría el Examen de Regentes de Historia y Gobierno de EE. UU. porque contenía una pregunta que el Departamento determinó que podría molestar a los estudiantes después del tiroteo. El Estado no especificó qué decía la pregunta ni por qué pudo haber sido objetable.

## Declaración de culpabilidad
El día 28 de noviembre de 2022, el asesino de 10 personas afroamericanas en un supermercado de Buffalo se declaró culpable de los cargos de asesinato y terrorismo motivado por el odio, lo que conlleva una sentencia automática de cadena perpetua sin libertad condicional.
El sujeto, de 19 años, se declaró culpable en un tribunal del Estado de Nueva York ubicado a solo dos millas de la tienda de comestibles donde en mayo pasado usó un rifle semiautomático y un chaleco antibalas para llevar a cabo un ataque racista alimentado por ideas supremacistas blancas. Payton Gendron también se declaró culpable de herir a tres personas que sobrevivieron al ataque.
El 15 de febrero de 2023 fue sentenciado a cadena perpetua sin posibilidad de libertad vigilada.